# Emmy
『Emmy』（エミー、Emmy THE FUNNY GAME）は、1984年に工画堂スタジオが開発し、アスキーから発売されたコンピュータゲーム。工画堂スタジオが初めて市販ゲームソフトに関わった作品とされる。
続編の『EmmyII』（エミー2）も本記事で述べる。
本作は、主人公の女性、Emmyとチャットのような感覚で会話を進めるゲームソフトであり、ファニーゲームや人工知能型ゲームなどと銘打って発売された。
名前の由来は機能を模倣するという意味の "emulation" から来ており、ゲーム内容は会話が進むにつれて画面に登場するEmmyの姿勢や服装が変わっていくといったものである。システム的に見ると、入力された会話を逐次データベースとして記録し、それを後の会話に反映するという、ある程度の学習能力を持った人工無脳である。会話内容は、プリンターから出力することもできる。
解像度160×100ドット、同時発色数8色というPC-8000シリーズのスペックでのグラフィック描画や、フロッピーディスクドライブがさほど普及していない当時にディスク版専用ゲームソフトとして発売されたことも、注目された。

## 制作
本作は、プログラマーの永井知彦が東京学芸大学の授業で作った作品をもとにしている。本作の開発にかかわった、工画堂スタジオのスタッフ・鬼羅あきら（本名・谷亮）のいとこで、のちに同社の社長を務める谷逸平は製品化の経緯について、すでに関係者が死亡していると前置きしたうえで、鬼羅のおじ（逸平の父）で東京学芸大学の教員でもあった谷欣伍を通じて両者が出合い、同社で『Emmy』の原型にグラフィックを追加するなどの作業をしてからアスキーに持ち込んだのではないかと、電ファミニコゲーマーとのインタビューの中で推測している。ただし、これでまだ完成ではなく、制作者たちはアスキーの開発部隊で作り直すつもりだったとされているが、アスキーが作り直したものは制作者にとって不本意なものだったことから、自分たちのアルゴリズムで作りたいという思いから『Emmy II』が作られたとされている。

## 評価
ライターの佐々木 潤は、ニュースサイト「Akiba PC Hotline」に寄せた80年代中期のアダルトゲームの記事の中で、この当時のアダルトゲームはじゃんけんといった勝負事のご褒美として性的な一枚絵がみられるという仕組みがほとんどであり、本作の場合も勝負事の部分を会話に置き換えたようなものだと指摘しており、ここに黎明期のアダルトゲームのかたちを考えるポイントがあると述べている。

## EmmyII
続編にあたるEmmyIIでは、PC-8801/mkII対応版、FM-7対応版、MSX2対応版が発売された。
ゲームシステムは基本的に前作と同じであるが、PC-8801版とFM-7版では解像度640×200ドット、同時発色数8色とグラフィック性能が向上したことにより、描写が大きく改善されている。PC-8801版とFM-7版では金髪の欧米人風のキャラクターデザインだったが、MSX2版ではBeepでモデルを務めていた池内利栄の実写取り込み画像が用いられた代わりに、ポーズが変わるだけで脱衣はしなくなった。
タイトルロゴはソフト初起動時に『VIRGIN II』と表示され、会話の記録が一度でも行われると、取り消して『VERSION II』となる演出がある。